# Hongaars curlingteam (gemengd)
Het Hongaarse curlingteam vertegenwoordigt Hongarije in internationale curlingwedstrijden.

## Geschiedenis
Hongarije nam voor het eerst deel aan een internationaal toernooi voor gemengde landenteams tijdens de openingseditie van het Europees kampioenschap in het Andorrese Canillo. Het won een tie-breaker tegen Engeland en haalde daardoor de play-offs. In de achtste finale werd verloren van Schotland. Hongarije behaalde een bronzen plak op het EK van 2013. Het team onder leiding van György Nagy versloeg Finland met 6-3.
Na de tiende editie van het EK werd beslist het toernooi te laten uitdoven en te vervangen door een nieuw gecreëerd wereldkampioenschap voor gemengde landenteams. De eerste editie vond in 2015 plaats in het Zwitserse Bern. Hongarije werd negende. Het beste resultaat tot nu toe was een vijfde plaats. Op het WK van 2019 bracht Hongarije het tot de play-offs en verloor daarin in de kwartfinale. In de jaren daarvoor had Hongarije ook de plays-offs gehaald in 2015, 2016 en 2017 maar kwam nooit verder dan de achtste finales. 

## Hongarije op het wereldkampioenschap
| Jaar | Plaats | Skip            | WG | W | V | PV | PT |
| ---- | ------ | --------------- | -- | - | - | -- | -- |
| 2015 | 9      | György Nagy     | 9  | 6 | 3 | 59 | 44 |
| 2016 | 9      | Zsolt Kiss      | 7  | 5 | 2 | 42 | 30 |
| 2017 | 9      | Gergely Szabó   | 7  | 4 | 3 | 41 | 36 |
| 2018 | 21     | Zoltan Palancsa | 8  | 3 | 5 | 38 | 39 |
| 2019 | 5      | György Nagy     | 9  | 6 | 3 | 66 | 42 |
| 2022 | 9      | Lörinc Tatar    | 9  | 6 | 3 | 60 | 41 |
| 2023 | 22     | Gabor Ezsöl     | 8  | 4 | 4 | 45 | 51 |
| 2024 | 17     | Gabor Ezsöl     | 7  | 4 | 3 | 44 | 29 |

## Hongarije op het Europees kampioenschap
| Jaar | Plaats | Skip               | WG | W | V | PV | PT |
| ---- | ------ | ------------------ | -- | - | - | -- | -- |
| 2005 | 8      | György Nagy        | 6  | 4 | 2 | 45 | 31 |
| 2006 | 14     | Zsombor Rokusfalvy | 5  | 2 | 3 | 31 | 29 |
| 2007 | 14     | Péter Sárdi        | 7  | 4 | 3 | 39 | 34 |
| 2008 | 8      | György Nagy        | 7  | 5 | 2 | 55 | 28 |
| 2009 | 9      | Gabor Ezsöl        | 7  | 4 | 3 | ?  | ?  |
| 2010 | 9      | Gabor Ezsöl        | 8  | 5 | 3 | ?  | ?  |
| 2011 | 13     | György Nagy        | 7  | 4 | 3 | 39 | 34 |
| 2012 | 9      | György Nagy        | 7  | 4 | 3 | 49 | 36 |
| 2013 | 3      | György Nagy        | 12 | 9 | 3 | 72 | 53 |
| 2014 | 9      | György Nagy        | 8  | 7 | 1 | 62 | 23 |